# 卡迪夫市政廳
市政廳是位於威爾斯卡迪夫凱西公園的一座建築，自1906年10月啟用以來是卡迪夫的地方政府中心。卡迪夫市政廳由波特蘭石興建，是重要的早期愛德華巴洛克式建築範例。市政廳中央的圓頂上雕刻有威爾斯红龍。

## 歷史

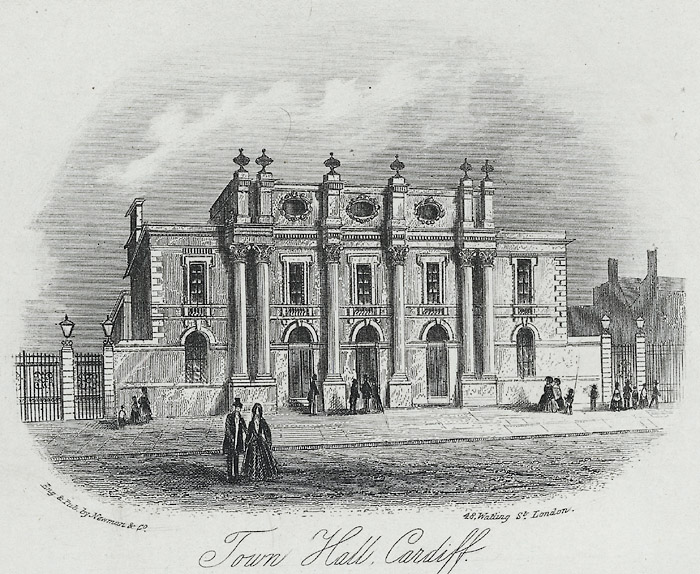
聖瑪麗街上霍雷斯·瓊斯設計的市政廳

現在的卡迪夫市政廳是第五代市政廳，取代位於聖瑪麗街西側，由霍雷斯·瓊斯設計，修建於1850年至1853年的第四代市政廳（在1913年拆除）。第五代卡迪夫市政廳及附近的卡迪夫法院的設計權在1897年由蘭徹斯特、斯圖爾特和里卡茲獲得，施工則是由當地的建築師E·特納和其兒子獲得。在興建市政廳之前，這裡曾經是一座莊園。卡迪夫市政廳的建設現場是世界首個全電動的施工現場，特納和其兒子使用了八個5噸起重機以搬運石塊。總建築費用129,708英鎊（同時修建的法院耗資96,583英鎊）。

## 外部建築

### 鐘樓
卡迪夫市政廳的鐘樓高59米（194英尺），是市政廳最高的部分，也是卡迪夫地標之一。鐘樓四面均有直徑3.7米（12英尺）的由銅及錫鑄造的鍍金錶盤。四個鐘錶的錶盤都刻有英文或威爾斯文格言，其中第二個和第四個是威爾斯文格言，第一個和第三個是英文格言。

### 噴泉和水池
市政廳入口前方是一個帶有噴泉的長方形水池。該水池建於1969年7月，紀念查爾斯王儲成為威爾斯王子。

### 紀念碑
卡迪夫市政廳有兩個紀念碑。左側的紀念碑紀念第二次世界大戰中犧牲的波蘭軍人、空軍和海軍。右側的紀念碑紀念戰爭中犧牲者。

## 內部建築

### 大理石廳
市政廳一樓的大理石廳展示了威爾斯歷史上名人的雕像。這些雕像由彭代利山的大理石製作。雕像由大衛·阿爾弗雷德·托馬斯捐贈，大衛·勞合·喬治在1916年10月27日揭幕。
- 布狄卡：由J·哈佛·托馬斯（J. Havard Thomas）製作
- 聖大衛：由戈斯坎比·約翰（英语：William Goscombe John）製作
- 好人海威爾：由F·W·波梅洛伊（英语：F. W. Pomeroy）製作
- 威尔士的杰拉德：由亨利·普爾（英语：Henry Poole (sculptor)）製作
- 盧埃林·阿普·格魯菲德（英语：Llywelyn ap Gruffudd）：由亨利·阿爾伯特·佩格拉姆（英语：Henry Albert Pegram）製作
- 達菲德·阿普·格威林（英语：Dafydd ap Gwilym）：由W·W·瓦斯塔夫（W. W. Wagstaff）製作
- 歐文·格林杜爾：由阿爾弗雷德·特納（Alfred Turner）製作
- 亨利七世：由歐內斯特·吉利克（英语：Henry Poole (sculptor)）製作
- 威廉·摩根主教（英语：William Morgan (Bible translator)）：由T·J·克拉佩頓（T. J. Clapperton）製作
- 威廉·威廉斯·潘迪舍林（英语：William Williams Pantycelyn）：由L·S·梅利菲爾德（L. S. Merrifield）製作
- 托馬斯·皮克頓（英语：Thomas Picton）：由T·繆本·科盧克（T. Mewburn Crook）製作

### 會場
會場用於招待皇室成員、國際貴賓和外交官。在晚宴時可以容納500位賓客，在會議時可容納600位賓客。會場用於各種儀式、會議及年中各類活動。會場裝飾有金葉、美人魚及其他海中生物的雕刻，以顯示卡迪夫和海洋的密切關係。場內的三個大型銅質吊燈是建築師最初的設計。

### 會議廳

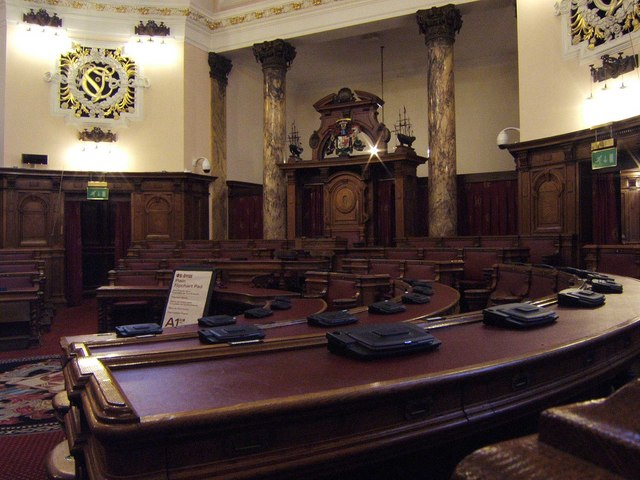
會議廳

會議廳位於主入口門廊的上方，建築主圓頂的正下方。會議廳曾經被用來舉辦卡迪夫市議會的會議（後搬遷到卡迪夫郡廳），現在可用於會議、婚禮等用途。會議廳由四個巨大的義大利大理石柱支撐。內部的裝飾板是由橡樹製作。

## 延伸閱讀
Chappell, Edgar L., , Cardiff: Priory Press, 1946
Egan, T. M., , Cardiff: Welsh Arts Council, 1989
Fellows, Richard, , London: Lund Humphries, 1995
Gaffney, Angela, , Transactions of the Honourable Society of Cymmrodorion 5, 1998, 5: 131–44  [2 January 2014], （原始内容存档于2014年1月2日）
Hilling, John B., , London: Lund Humphries, 1973
Hilling, John B., , Cardiff: University of Wales Press, 2016
Morey, Ian, , Lewiston, NY and Lampeter: E. Mellen Press, 2008
Newman, John, , The Buildings of Wales, London: Penguin, 1995
Service, Alastair, , London: Thames & Hudson, 1979

## 外部連結
- 官方网站
- The history of the Marble Hall

51°29′06″N 3°10′43″W / 51.48504°N 3.17857°W